# Inkwell
Inkwell, che ultimamente ha preso il nome di Ink, è  la tecnologia di riconoscimento della scrittura che è inclusa nei computer prodotti dalla Apple Inc. con installato macOS. Fu introdotto insieme a Mac OS X Jaguar. Inkwell riconosce la scrittura nella lingua inglese, nella lingua francese e nella lingua tedesca.
Inkwell è basato sulla tecnologia del PDA Apple Newton chiamata 'Rosetta'. L'inclusione di Inkwell in una versione di Mac OS X fece credere a molti che Apple volesse utilizzare questa tecnologia per un nuovo PDA o un'altra tablet computer.
Inkwell quando è attivo appare come un foglio semi-trasparente, sul quale l'utente vede la sua scrittura apparire. Quando l'utente smette di scrivere, la sua scrittura viene riconosciuta da Inkwell e inclusa nell'applicazione attiva (nel punto in cui è collocato il cursore), come se l'utente avesse semplicemente scritto le parole con la tastiera. L'utente può anche impostare Inkwell per non riconoscere la propria scrittura, ma includere direttamente nell'applicazione il suo scritto a mano.